# Figulus procericornis
Figulus procericornis es una especie de coleóptero de la familia Lucanidae.

## Distribución geográfica
Habita en Filipinas.